# Сефершаєв Емін Наріманович
Емін Наріманович Сефершаєв (крим. Emin Nariman oğlu Seferşayev; нар. 18 квітня 1998, Сімферополь) — кримськотатарський борець греко-римського стилю, дворазовий чемпіон Європи (2021, 2025), призер першості світу серед юніорів, призер чемпіонатів Росії, переможець індивідуального кубка світу, майстер спорту.

## Біографія
Виступає у напівлегкій (до 55 кг) та легкій (до 60 кг) вагових категоріях. Тренується під керівництвом Сергія Попенкова. У жовтні 2020 року Сефершаєву було надано звання майстра спорту міжнародного класу. 8 лютого 2023 року у фіналі чемпіонату Росії поступився Дінісламу Бамматову (6:8), ставши срібним призером. 17-21 січня 2024 року на передолімпійському чемпіонаті Росії в Наро-Фомінську виборов золоту медаль у ваговій категорії 60 кг. За пів року до цього він мав серйозну травму коліна.
У квітні 2025 року на чемпіонаті Європи у Братиславі у ваговій категорії до 55 кг завоював золоту медаль. У фінальній сутичці здолав суперника з Азербайджану Ельданіза Азізлі.
На чемпіонаті світу з боротьби 2024 року, що проходив у Тирані (Албанія), у чоловічій ваговій категорії до 55 кг у греко-римській боротьбі він розпочав змагання перемогою над українцем Коріуном Саградяном з рахунком 7:0 у першому раунді. У чвертьфіналі його сутичка з казахстанцем Ісхаром Курбаєвим завершилася нічиєю 1:1, що дозволило йому вийти до півфіналу. У півфінальному поєдинку він також завершив зустріч з нічиїм рахунком 1:1 проти іранця Пує Дадмерза, проте поступився за останнім набраним балом. У поєдинку за третє місце здобув бронзову медаль, перемігши вірменського борця Манвела Хачатряна з рахунком 7:5.

## Спортивні досягнення
- Першість Європи серед кадетів 2015 року (Суботиця) — [7];
- Першість світу серед кадетів 2015 року (Сараєво) — [8];
- Першість Європи серед юніорів 2017 року (Дортмунд) — [9];
- Першість світу серед юніорів 2018 року (Тампере) — [10];
- Першість світу серед юніорів 2018 року (Трнава) — ;
- Першість світу серед молоді 2019 року (Будапешт) — [11];
- Чемпіон першостей Росії 2015, 2017, 2018, 2019 років;
- Кубок Росії 2020 року — [12];

### Виступи на чемпіонатах країни
- Чемпіонат Росії з греко-римської боротьби 2020 — ;
- Чемпіонат Росії з греко-римської боротьби 2021 — ;
- Чемпіонат Росії з греко-римської боротьби 2022 — ;
- Чемпіонат Росії з греко-римської боротьби 2023 — ;
- Чемпіонат Росії з греко-римської боротьби 2024 — ;